# Rue de Harlez
La rue de Harlez est une rue de la ville belge de Liège faisant partie du quartier administratif des Guillemins.

## Odonymie
Cette rue rend hommage à Simon de Harlez (1700-1782), un ecclésiastique liégeois, abbé commendataire du Val-Saint-Lambert, écrivain et dramaturge qui contribua à la diffusion du folklore wallon liégeois.

## Localisation
Cette artère plate et rectiligne se trouve sur la rive gauche de la Meuse entre le quai de Rome et la rue de Fragnée. Large d'environ 11 m et longue de 260 m, elle applique un sens de circulation automobile de la rue de Fragnée vers le quai de Rome.

## Historique
Cette rue fut créée en 1866 dans le cadre des aménagements du quartier des Guillemins.

## Architecture
La rue possède plusieurs immeubles de style Art déco dont les plus représentatifs se situent aux nos 5, 7, 19, 29 et 45 ainsi qu'un immeuble de style Art nouveau sis au no 14.

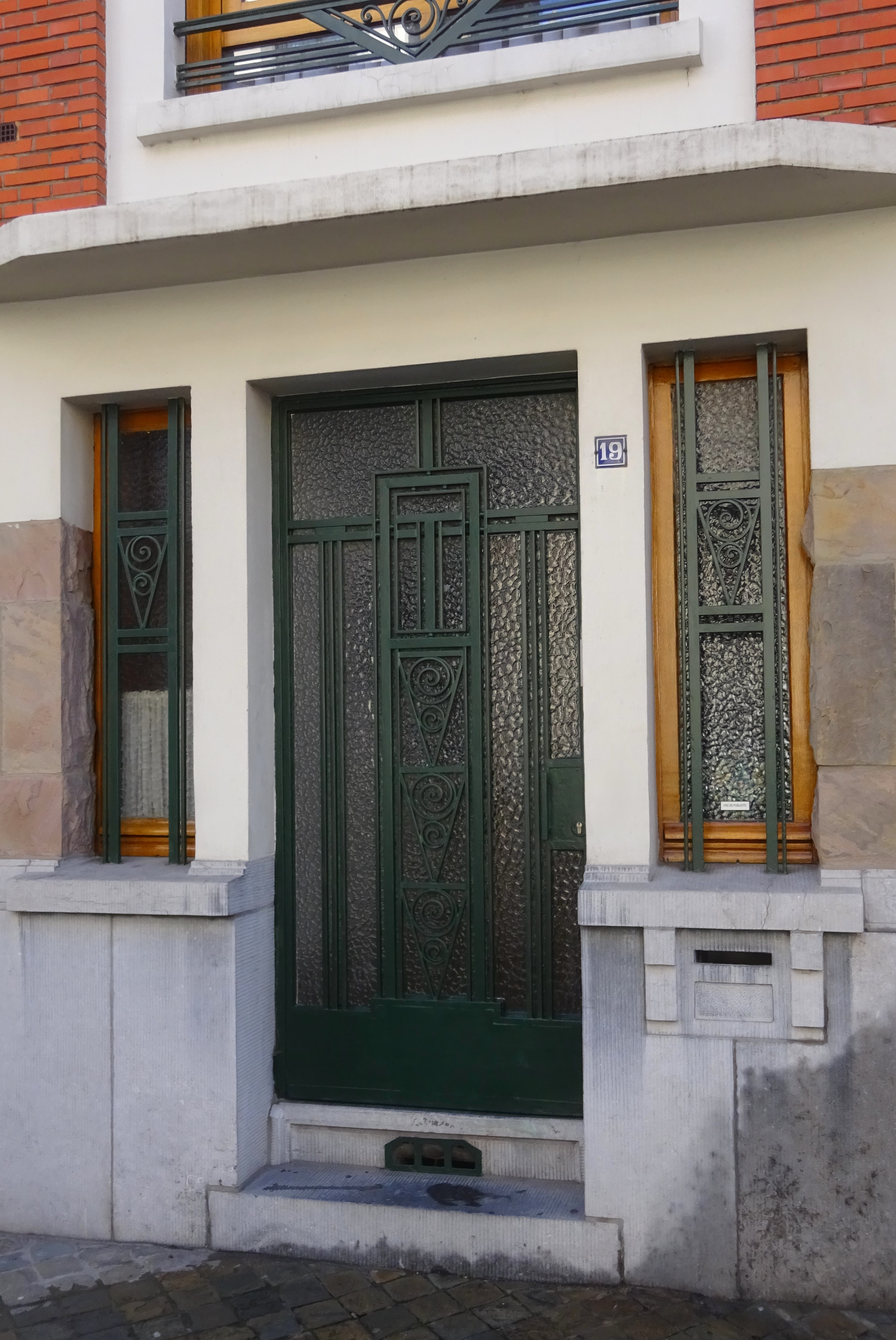
Rue de Harlez, 19, entrée maison Art déco

## Activités
La rue de Harlez est une artère essentiellement résidentielle mais comprenant aussi des écoles. En 1908, à la demande de l'abbé Jules Leroy, curé de la paroisse, une école primaire et une école moyenne pour garçons sont créées. L'enseignement est confié aux Frères des écoles chrétiennes. En 1928, s'y ajoute une école de commerce qui devient l'Institut Supérieur de Commerce Sainte-Marie puis la Haute École Libre Mosane (HELMO).

## Rues adjacentes
- Rue de Fragnée
- Quai de Rome